# Władimir Lebied´
Władimir Anatoljewicz Lebied´, ros. Владимир Анатольевич Лебедь, ukr. Володимир Анатолійович Лебідь, Wołodymyr Anatolijowicz Łebid´ (ur. 17 sierpnia 1973 w Chersoniu) – rosyjski piłkarz pochodzenia ukraińskiego, grający na pozycji napastnika, były reprezentant Rosji, trener piłkarski.

## Kariera piłkarska

### Kariera klubowa
Jego ojciec Anatolij Łebid´ również piłkarz i trener. Wychowanek DJuSSz Chersoń, a potem Internatu Sportowego w Kijowie. 19 czerwca 1991 rozpoczął karierę piłkarską składzie Dnipro Dniepropetrowsk w meczu z Lokomotiwem Moskwa, w którym strzelił swego debiutowego gola. 7 marca 1992 roku debiutował w Wyszczej Lidze w meczu z Zorią Ługańsk (2:0). W maju 1992 przeszedł do Krystału Chersoń. Latem 1993 przeniósł się do Czornomorca Odessa. Na początku 1994 powrócił do chersońskiego klubu, a latem wyjechał do Rosji, gdzie został piłkarzem Spartaka Władykaukaz. 26 maja 1994 roku debiutował w Wysszej Lidze w meczu z Spartakiem Moskwa (1:0). Na początku 1995 został zaproszony do CSKA Moskwa. Po 10 kolejkach zdobył 7 bramek, ale potem przeniósł operację na pachwinach. Na początku 1997 przeniósł się do Zenitu Petersburg, ale tylko strzelił w sezonie 2 gola, dlatego następnego roku zmienił klub na Sokoł Saratów. W 2000 powrócił do Moskwy, tym razem do klubu Torpedo-ZiL Moskwa, któremu pomógł awansować do Wysszej Dywizji. Ale w pierwszej że kolejce w Wysszej Dywizji po nieudanym kontakcie z bramkarzem Aleksandrem Żydkowym złamał nogę. Potem długo rehabilitował się, ale już nie potrafił osiągnąć najlepszą formę sportową. W 2002 bronił barw drugoligowego klubu Wołgar-Gazprom Astrachań, po czym postanowił wrócić do Chersonia. Występował w zespołach KZEZO Kachowka i MFK Mikołajów. Po zakończeniu sezonu 2004/05 w wieku 32 lat postanowił zakończyć karierę piłkarską.

### Kariera reprezentacyjna
6 maja 1995 zadebiutował w reprezentacji Rosji w meczu kwalifikacyjnym do Euro-96 z Wyspami Owczymi. Również występował w olimpijskiej reprezentacji Rosji.

## Kariera trenerska
Po zakończeniu kariery piłkarską rozpoczął pracę trenerską w rodzimym klubie Krystał Chersoń. Najpierw pomagał szkolić piłkarzy, a w czerwcu 2006 objął stanowisko głównego trenera. Od 2007 trenuje amatorski zespół Syhma Chersoń.

## Sukcesy i odznaczenia

### Sukcesy klubowe
- brązowy medalista Mistrzostw Ukrainy: 1992, 1993, 1994
- wicemistrz Pierwoj dywizji Rosji: 2000
- brązowy medalista Pierwoj dywizji Rosji: 1998, 1999